# Mr. Smith Goes to Washington
Mr. Smith Goes to Washington là một phim hài/chính kịch, với sự tham gia diễn xuất của huyền thoại James Stewart và Jean Arthur, xoay quanh một người đàn ông ngây ngô về quan điểm chính trị ra thủ đô với đầy ắp những lý tưởng dân chủ và tình cờ gặp phải một sự việc nhơ bẩn. Bộ phim được đạo diễn bởi Frank Capra và là bộ phim cuối cùng của ông ở Columbia Pictures, nhà đài làm nên tên tuổi Capra. Biên kịch Sidney Buchman, chuyển thể từ truyện vừa chưa xuất bản của Lewis R. Foster. Mr. Smith Goes to Washington gây nhiều tranh cãi khi mới phát hành, nhưng vô cùng thành công về mặt doanh thu và xếp hạng, đồng thời cũng đưa James Steward trở thành đại minh tinh trên bầu trời Hollywood. Bên cạnh Stewart và Arthur, bộ phim quy tụ một lượng lớn những diễn viên phụ danh tiếng như Claude Rains, Edward Arnold, Guy Kibbee, Thomas Mitchell và Beulah Bondi. Mr. Smith Goes to Washington được đề cử 11 giải Oscar nhưng chỉ giành được một giải cho biên kịch.
Năm 1989, Thư viện Quốc hội Mỹ chọn bảo tồn Mr. Smith Goes to Washington' trong Viện lưu trữ phim quốc gia Mỹ vì "tính văn hoá, lịch sử, hay tín hiệu thẩm mĩ".

## Nội dung

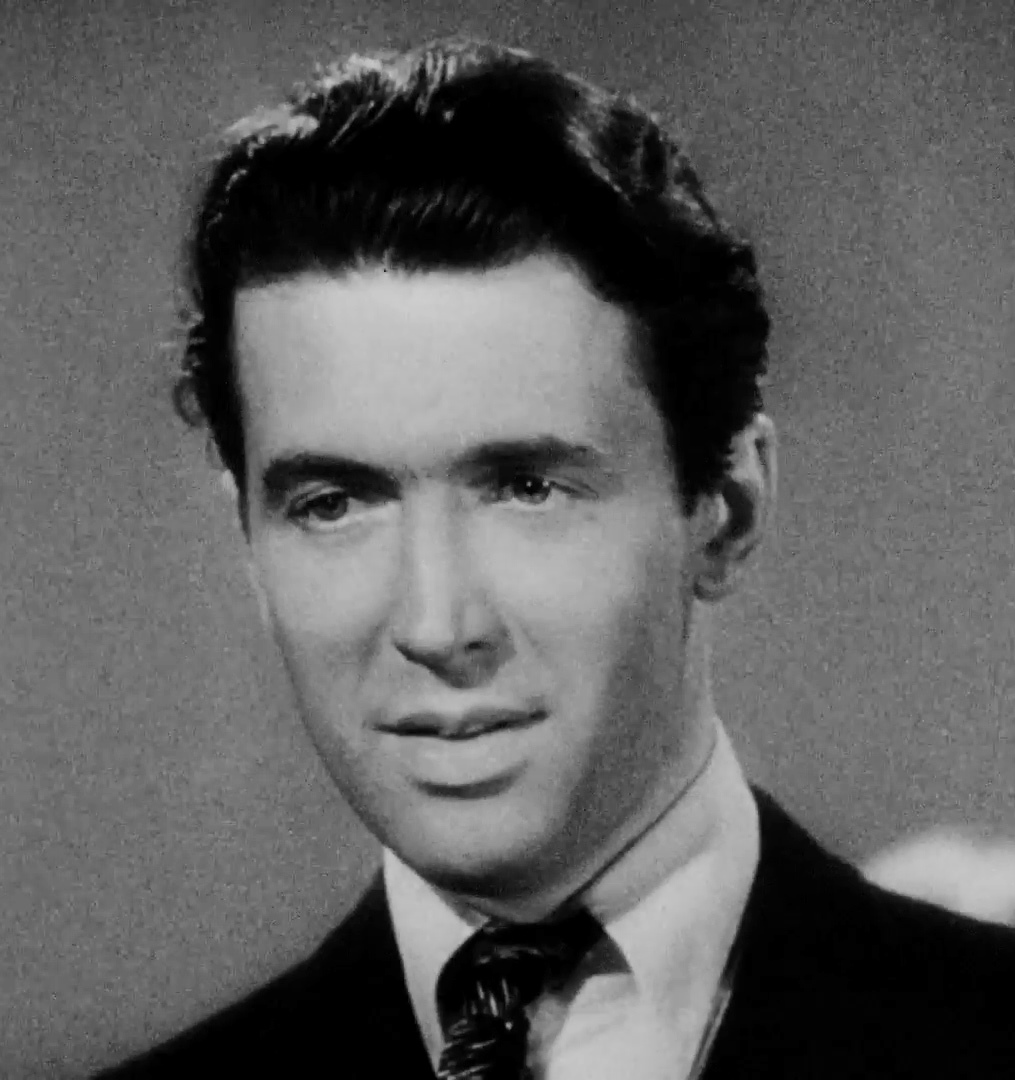
James Stewart vai "Jefferson Smith"

Thống đốc của một bang nọ ở Mỹ, Hubert "Happy" Hopper (Guy Kibbee), phải kiếm một chỗ thay thế ngài thượng nghị sĩ vừa qua đời Sam Foley. Ông trùm chính trị của tiểu bang, Jim Taylor (Edward Arnold) tự tiến cử mình vào vị trí đó, trong khi hội đồng lại thích muốn người theo phái cải cách. Con ông thống đốc thì muốn ông chọn Jefferson "Jeff" Smith (James Stewart), thủ lĩnh của tổ chức đoàn thể Boy Rangers. Khó xử, ngài Hopper quyết định tung đồng xu. Và đồng xu đó quyết định Smith sẽ là tân thượng nghị sĩ.
Jeff được quần chúng quý mến, anh để ý tới Susan (Astrid Allwyn), con gái của Thượng nghị sĩ Joseph Paine (Claude Rains), người bạn cũ thân nhất của cha Jeff nhưng là một kẻ hai mặt. Washington nhanh chóng dán cho Jeff cái mác anh thộn, với không một chút năng khiếu nào để làm thượng nghị sĩ. Paine gợi ý Jeff nên đề xuất một dự thảo luật.

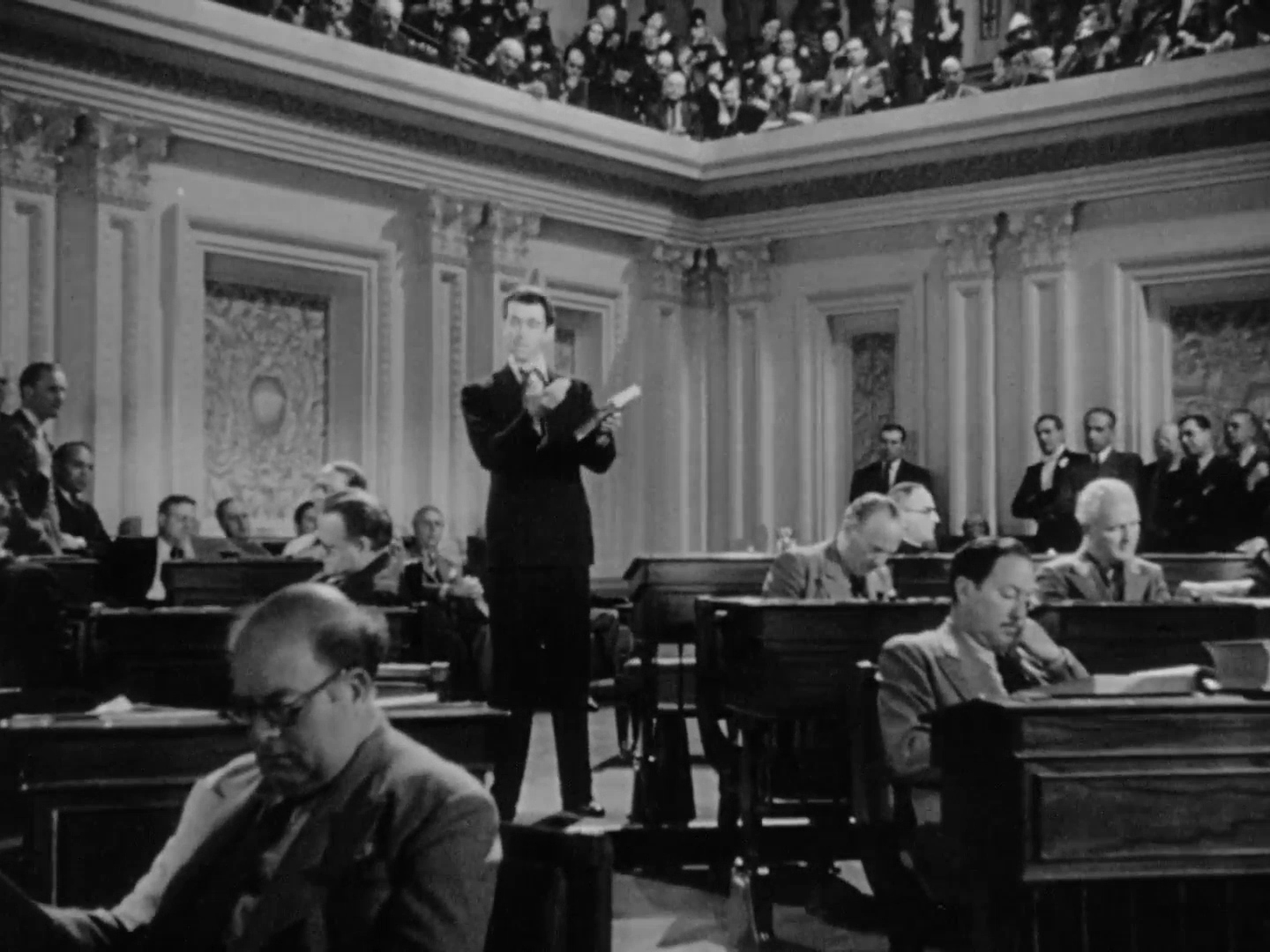
Một cảnh trong phim

Smith bắt đầu soạn một bộ luật cho phép thống đốc tặng đất trong khu nhà của ông cho hội trại trẻ em thì sẽ được hoàn trả bởi thanh thiếu niên toàn quốc. Cuộc hiến tặng diễn ra ngay lập tức. Tuy nhiên, hội trại này là một phần trong kế hoạch hối lộ của bè cánh Taylor và ngài Thượng nghị sĩ Paine.
Miễn cưỡng đâm sau lưng Smith để kế hoạch đút lót được trót lọt, Paine nói với Taylor rằng ông không muốn, nhưng Taylor nhắc nhở Paine rằng ông đang ở dưới tầm ảnh hưởng của hắn. Qua Paine, Smith bị buộc tội lợi dụng dự thảo luật của mình để chiếm đoạt của công. Jeff quá bất ngờ vì sự tráo trở của Paine và để bảo vệ mình, anh bỏ trốn. Thế nhưng cô trợ lý thích nhạo báng, Clarissa Saunders (Jean Arthur) vẫn tin anh, và bảo anh cản trở cuộc họp để chứng minh sự vô tội của mình trước khi họ bỏ phiếu tống cổ anh. Trong khi Smith nói không ngừng, những người ủng hộ biểu tình để bảo vệ anh, nhưng lực lượng thù địch quá mạnh, và mọi cố gắng bị đập tan. Chịu sự kiểm soát của vây cánh Taylor, báo đài tới tấp công kích và buộc tội Smith. Tay sai của Taylor trong Boy Rangers cũng cố lan truyền tin anh ngược đãi trẻ em.
Mặc dù có vẻ như không còn hy vọng, các vị Thượng nghị sĩ thấy Smith gần như đã kiệt sức. Paine lật lá bài cuối cùng. Hắn mang bọc đống thư từ và điện báo của những người đòi hạ bệ Smith đến. Gần như gục ngã vì tin đó, Smith bỗng nhìn thấy một tia hy vọng ở nụ cười thân thiện của ngài chủ tịch Thượng viện (Harry Carey). Smith thề sẽ tiếp tục cho đến khi mọi người tin anh, nhưng lập tức ngất xỉu ngay sau đó. Với mặc cảm tội lỗi, Paine rời khỏi Tòa Quốc hội và muốn tự tử nhưng đã ngừng lại kịp, và quay lại đó thú nhận toàn bộ hành động của mình và chứng minh sự vô tội của Jeff Smith.

## Diễn viên
- James Stewart vai Jefferson Smith
- Jean Arthur vai Clarissa Saunders

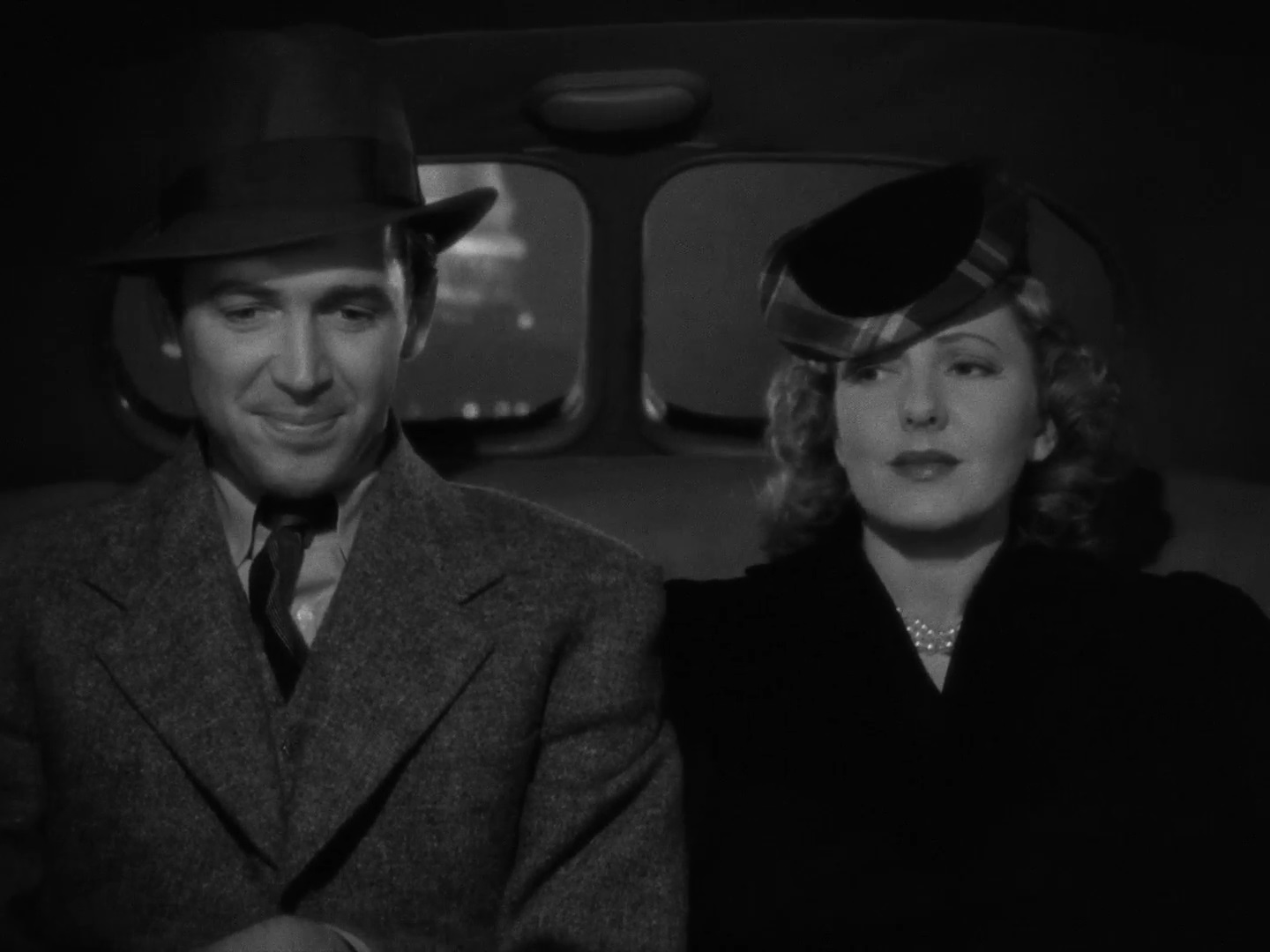
James Stewart và Jean Arthur

- Claude Rains vai Thượng nghị sĩ Joseph Harrison Paine
- Edward Arnold vai Jim Taylor
- Guy Kibbee vai Thống đốc Hubert 'Happy' Hopper
- Thomas Mitchell vai Diz Moore
- Eugene Pallette vai Chick McGann
- Beulah Bondi vai Mẹ Smith
- H.B. Warner vai Thượng nghị sĩ Agnew
- Harry Carey vai Chủ tịch Thượng viện
- Astrid Allwyn vai Susan Paine

## Giải thưởng và vinh dự

### Giải Oscar
Chiến thắng
- Kịch bản gốc hay nhất - Lewis R. Foster

Đề cử
- Phim hay nhất
- Đạo diễn xuất sắc nhất - Frank Capra
- Nam chính xuất sắc nhất - James Stewart
- Nam phụ xuất sắc nhất - Claude Rains
- Nam phụ xuất sắc nhất - Harry Carey
- Kịch bản chuyển thể hay nhất - Sidney Buchman (chuyển thể từ truyện gốc của Foster)
- Chỉ đạo nghệ thuật xuất sắc nhất - Lionel Banks
- Biên tập phim - Gene Havlick and Al Clark
- Giải Oscar cho nhạc phim hay nhất - Dimitri Tiomkin
- Giải Oscar cho hòa âm hay nhất - John P. Livadary

### Các vinh dự khác
- Mr. Smith Goes to Washington được xếp vào hàng một trong những bộ phim hay nhất năm 1939 bởi New York Times và Film Daily,[2] và được đề cử phim hay nhất bởi Ban quốc gia xem xét phim điện ảnh.[5]
- Jimmy Stewart giành giải Giải NYFCC cho nam diễn viên xuất sắc nhất năm 1939.[2]
- Năm 1989, Thư viện Quốc hội Mỹ chọn bảo tồn Mr. Smith Goes to Washington' trong Viện lưu trữ phim quốc gia Mỹ vì "tính văn hoá, lịch sử, hay tín hiệu thẩm mĩ".

Danh sách của Viện phim Mỹ
- 1998 100 phim hay nhất #29
- 2003 100 anh hùng và kẻ phản diện:
  - Jefferson Smith, anh hùng #11
- 2006 100 phim truyền cảm hứng #5
- 2007 100 phim hay nhất (đính chính) #26